# Projeccions (Star Trek: Voyager)
"Projeccions" (títol original en anglès "Projections") és el tercer episodi de la segona temporada i el 19è del total de la sèrie de televisió de ciència-ficció estatunidenca Star Trek: Voyager. La història va ser escrita per Brannon Braga, i dirigida per Jonathan Frakes. L'episodi es va emetre originalment a UPN l’11 de setembre de 1995.
Ambientada al segle XXIV, la sèrie segueix les aventures de la tripulació de la Flota Estel·lar i els Maquis de la nau estel·lar USS Voyager després de quedar encallats al Quadrant Delta lluny de la resta de la Federació. En aquest episodi s’explica la història del metge hologràfic de la nau que pateix una crisi d'identitat a l’holocoberta sobre si ell o el món que l'envolta és la il·lusió.
Brannon Braga va comparar "Projeccions" amb l'obra de René Descartes, i va escriure l'episodi al voltant de la premissa de cogito ergo sum. Dwight Schultz com a Reginald Barclay va ser elogiat pel repartiment i l'equip, especialment per la seva química en pantalla amb el coprotagonista Robert Picardo. L'episodi es considera un dels episodis més infravalorats de la franquícia Star Trek i va rebre crítiques positives, amb només uns quants comentaris negatius sobre la predictibilitat i la infrautilització de personatges.

## Argument
El doctor hologràfic de l’USS Voyager s'activa a causa d'una alerta vermella. Malgrat l'afirmació de l'ordinador que no hi ha ningú a bord, B'Elanna Torres arriba aviat a la infermeria. Informa al Doctor que la nau ha estat atacada pels Kazon i que tots excepte ella mateixa i la lcapitana Janeway han abandonat la nau. Després de curar les seves ferides, Torres transfereix el programa del Doctor al pont, utilitzant emissors hologràfics recentment instal·lats allà. El Doctor tracta la capitana i ajuda a Neelix a derrotar un Kazon perdut en la confusió, però després s'adona que sagna i sent dolor, cap de les dues coses és funció de la seva programació. A la infermeria, fent preguntes a l'ordinador, el Doctor es diu que no hi ha programes hologràfics que coincideixin amb el seu i que en realitat és Lewis Zimmerman, a qui el Doctor reconeix com el seu programador.
Amb l'ordinador insistint que la tripulació de la "Voyager" és només una col·lecció de programes hologràfics, apareix un nou holograma a la infermeria que afirma ser Reginald Barclay, l'assistent del Doctor Zimmerman al Centre d'Holoprogramació de l'Estació Júpiter. Barclay explica que el Doctor és realment Lewis Zimmerman i que la "Voyager" és només una simulació en què ha estat atrapat i que li està infligint intoxicació per radiació. Per acabar el programa i rescatar Zimmerman, Barclay suggereix destruir la nau abans que pateixi danys cerebrals irreparables. Per convèncer el Doctor que ell és Zimmerman en una simulació, Barclay reinicia el programa «Voyager», i el Doctor es troba revivint els esdeveniments de «El Guardià» quan va ser connectat per primera vegada.
Convençut de les afirmacions de Barclay, el Doctor es prepara per destruir la nau, quan arriba Chakotay i dóna una història alternativa: el Doctor és realment l'EMH de la «Voyager», però el seu programa està encallat a l’holocoberta que no funciona bé. La tripulació intenta treure el seu programa i només ha d'esperar; si destrueix la nau com suggereix Barclay, el programa finalitzarà prematurament i el Doctor es perdrà. Tot i que Barclay presenta Kes com l'esposa de Zimmerman, el Doctor finalment opta per creure en la seva existència hologràfica. La simulació acaba i el Doctor es troba a l’holocoberta; la història de Chakotay era certa i el Doctor torna sa i estalvi a la infermeria.

## Càsting
El càsting de "Projeccions" va ser a càrrec de Junie Lowry-Johnson i Ron Surma. Les estrelles convidades de l’episodi van incloure Dwight Schultz com a Reginald Barclay i Majel Barrett com a veu de l'ordinador.

Dwight Schultz (2006)

El guionista Brannon Braga va tenir la idea que Schultz aparegués com a tinent Barclay, i més tard va dir que ell i Picardo treballaven tan bé junts que "haurien de tenir una sèrie derivada". El director de l'episodi Jonathan Frakes també va lloar la química entre els dos actors. Schultz estava content de tornar a Star Trek i es va sorprendre que el consideressin per a una aparició com a convidat a Voyager. En conèixer Robert Picardo, va recordar que passaven el temps fent broma entre ells al plató, parlant d'amics comuns i comparant notes sobre les seves experiències al teatre. Picardo va dir que treballar amb Schultz era "com fer una festa".
Abans de decidir-se per Schultz, originalment es va suggerir que l'estrella convidada seria LeVar Burton, el Geordi La Forge de Star Trek: La nova generació.

## Producció
"Projeccions" és un dels quatre episodis de la primera temporada que van ser retinguts per UPN per aconseguir el salt a altres cadenes durant la temporada televisiva 1995-1996.  Té una durada de 45:48, i el seu número de codi de producció és 117.
Brannon Braga va escriure la història a partir de la idea inicial que el Doctor tenia una crisi d'identitat: "Què passa si el doctor descobreix que Voyager és un holograma i que és real?" A partir d'aquí, Braga va qüestionar l'axioma "Penso, per tant existeixo" i què significa ser "real". Qualificant-ho de "dilema esgarrifós i filosòfic", Braga va relacionar la història de "Projeccions" amb l'obra de René Descartes, on "el [personatge] està turmentat per un dimoni malvat que vol demostrar que no existeix"; en aquest cas, Braga va convertir Barclay (Schultz) en el dimoni. L'episodi va ser escrit per mantenir l'espectador endevinant quina realitat era la veritable; Braga diria més tard que la diversió de l'episodi no residia en la història en si mateixa, sinó en la manera de narrar-la, "en considerar tots els diferents girs i tombs del camí". L'esborrany final de l'episodi es va presentar el 30 de març de 1995.
La música de l'episodi va ser composta per David Bell, la fotografia va ser feta per Marvin V. Rush i Robert Lederman va ser l'editor.

## Recepció
"Projeccions" es va emetre per primera vegada l'11 de setembre de 1995.
El guionista Brannon Braga va qualificar "Projections" com la seva entrega preferida. de Star Trek: Voyager en una entrevista de 1996 amb The Official Star Trek Voyager Magazine.  El cocreador de la sèrie i productor executiu Michael Piller va qualificar l'episodi com "un espectacle meravellós" i "un episodi fascinant", lloant específicament l'actuació de Robert Picardo al costat de la cocreadora i productora executiva Jeri Taylor. El mateix Picardo va qualificar "Projeccions" com una de les dues millors històries amb molta presència de Doctor de la segona temporada, només superada per "Signes vitals".Els crítics Lance Parkin i Mark Jones van descriure l'episodi com a "excel·lent".
En una entrevista amb la revista Star Trek Communicator, Jeri Taylor va assenyalar una enquesta d'Internet en curs que classificava "Projeccions" com el tercer episodi més ben classificat de la segona temporada.  Al seu llibre Delta Quadrant: The unofficial guide to Voyager, tot i que David McIntee va criticar l'episodi per la seva predictibilitat i la caracterització de Barclay cap al final, va trobar que la interacció entre Picardo i Schultz era aclaparadorament a favor de l'episodi; va qualificar l'episodi amb un vuit sobre deu. Dale Kutzera de Cinefantastique va quedar menys impressionat per l'episodi, dient que va perdre impuls al mig i que va fer un mal ús del "major complex d'inferioritat i el major egotisme de [Star Trek]". Kutzera va donar a l'episodi dues de quatre estrelles.
El 2017, Business Insider va classificar "Projeccions" com un dels episodis més infravalorats de la franquícia Star Trek. El 2020, Gizmodo va classificar aquest episodi com un dels 62 episodis "imprescindibles" de la sèrie.